# Der Freigeist (Lessing)
Der Freigeist ist ein 1749 von Gotthold Ephraim Lessing verfasstes Lustspiel in fünf Aufzügen. Das Jugendwerk Lessings handelt vom Freigeist Adrast und dem protestantischen Geistlichen Theophan, die um die Liebe der Schwestern Juliane und Henriette werben. Durch diesen Konkurrenzkampf und aufgrund der Vorurteile, die Adrast gegenüber Geistlichen hat, kommt es zu einem Konflikt, doch in der Freundschaft und in der Liebe finden die Gegensätze am Ende zueinander: Geist und Herz, Witz und Ernsthaftigkeit.

## Personen
- Adrast, der Freigeist
- Theophan, ein junger Geistlicher
- Lisidor
- Juliane, Lisidors Tochter
- Henriette, Lisidors Tochter
- Frau Philane
- Araspe, Theophans Vetter
- Johann
- Martin
- Lisette
- ein Wechsler

## Handlung
Adrast und Theophan sind mit ihren Dienern Johann und Martin im Haus des Lisidor zu Gast. Dessen Töchter, Juliane und Henriette, sind nämlich Adrast und Theophan versprochen. So soll der „Freigeist“ mit der wilden Henriette und Theophan mit der frommen Juliane vermählt werden. Theophan, der sieht, dass er als zukünftiger Schwager nun öfter mit Adrast zu tun haben wird, bietet diesem seine Freundschaft an. Aufgrund der Vorurteile, die er jedoch gegenüber Geistlichen, insbesondere aber gegenüber Theophan, hat, sträubt sich Adrast aber gegen jegliche Form freundschaftlicher Beziehung. 
Weil Adrast mit der wilden Art Henriettes nicht umzugehen weiß und stattdessen für ihre ältere Schwester Juliane schwärmt, die aber Theophan versprochen ist, hegt er einen Groll auf Theophan und sieht in jeder seiner guten Taten eine Falle. 
Als dann schlussendlich aber herauskommt, dass auch Theophan keine Liebe für die für ihn bestimmte Tochter entwickeln konnte und er sich stattdessen in die jüngere Henriette verliebt hatte, löst sich der Knoten auf. Mit einem auch von den Töchtern begrüßten Frauentausch wird der Konflikt gelöst und der Freundschaft zwischen Adrast und Theophan steht nichts mehr im Weg.

## Hörspielfassung
Im Jahr 1925 entstand bei der Süddeutschen Rundfunk AG (SÜRAG) eine Hörspielfassung des Theaterstücks, die am 2. September 1925 als Livesendung ohne Aufzeichnung ausgestrahlt wurde. Die Regie führte Karl Köstlin. Zu den Sprechern gehörten u. a. Karl Köstlin (Adrast, der Freigeist), Carl Struve (Theophan, ein junger Geistlicher), Georg Ott (Lisidor), Erna Fassbinder	(Juliane), Thea Jöhnßen	(Henriette), Else Remmers (Frau Philane) und Curt Elwenspoek (Araspe, Theophanes Vetter).